# Campionati europei di ciclismo su strada 2013 - Cronometro femminile Under-23
La cronometro femminile Under-23 dei Campionati europei di ciclismo su strada 2013 si è svolta il 18 luglio 2013 nella Repubblica Ceca, nei dintorni di Olomouc, su un percorso totale di 22,4 km. La medaglia d'oro è stata vinta dall'ucraina Hanna Solovey con il tempo di 28'38"45 alla media di 46,93 km/h, l'argento all'italiana Rossella Ratto e a completare il podio la russa Ksenija Dobrynina.
Partenza con 34 cicliste e tutte completarono la gara.

## Classifica (Top 10)
| Pos. | Corridore         | Squadra     | Tempo    |
| ---- | ----------------- | ----------- | -------- |
| 1    | Hanna Solovey     | Ucraina     | 28'38"45 |
| 2    | Rossella Ratto    | Italia      | a 1'35"  |
| 3    | Ksenija Dobrynina | Russia      | a 1'51"  |
| 4    | Aude Biannic      | Francia     | a 2'01"  |
| 5    | Mieke Kröger      | Germania    | a 2'14"  |
| 6    | Théa Thorsen      | Norvegia    | a 2'20"  |
| 7    | Jacqueline Hahn   | Austria     | a 2'30"  |
| 8    | Gylnaz Badykova   | Russia      | a 2'52"  |
| 9    | Thalita de Jong   | Paesi Bassi | a 2'54"  |
| 10   | Anzhela Pryimak   | Ucraina     | a 3'03"  |